# Manfred Kleber
Manfred Kleber (* 19. März 1942) ist ein deutscher theoretischer Physiker.
Kleber wurde 1969 an der TU München promoviert und war danach dort wissenschaftlicher Assistent. 1972/73 war er als Post-Doktorand am Lawrence Radiation Laboratory der Universität Berkeley. 1977 wurde er Professor für Theoretische Physik an der Universität zu Köln und 1980 bis zu seiner Emeritierung 2007 war er außerordentlicher Professor an der TU München und gehört seit zu den Emeriti of Excellence der TUM.
Er war Gastwissenschaftler an der University of New Mexico in Albuquerque, am Weizmann-Institut und an der Texas A&M University.
Kleber befasste sich anfangs mit theoretischer Kernphysik, unter anderem Vielteilchentheorie in Kernen. Nach seinem Aufenthalt in Berkeley wechselte er zu theoretischen Problemen bei Schwerionenstößen, zum Beispiel der Berechnung der dabei auftretenden Elektron-Positron-Paarerzeugung und atomphysikalischen Problemen, die bei Schwerionenbeschleuniger-Experimenten auftreten. Insbesondere forschte er über die Dynamik quantenmechanischen Tunnelns (Tunnelzeit, realistisches Tunneln in drei Dimensionen, Anwendung im Rastertunnelmikroskop). Außerdem befasste er sich mit der Wechselwirkung von Atomen mit starken elektromagnetischen Feldern, wie sie experimentell mit Femtosekundenlaserpulsen realisiert wurden, und mit Interferenz von Materiewellen in äußeren Feldern. Neben seiner Forschung hat er sich auch stark in der Lehreraus- und -fortbildung engagiert.
2006 erhielt er den Willis-E.-Lamb-Preis für Beiträge zum Verständnis der Tunnelungszeit und Quanteninterferenz in Gegenwart äußerer Felder.